# セックスとニューヨーク
『セックスとニューヨーク』（Sex and the City）は、キャンディス・ブシュネルによるエッセイ集である。
『ニューヨーク・オブザーバー』紙に1994年から1996年まで寄稿していたコラムSex and the Cityをまとめたもので、彼女や友人のデートやセックスの経験を元に書いたものだった。最初の版は1997年に発行された。その後、2001年、2006年と、後述する映画化に合わせて2008年に再版された。
1998年から、この本を原作としたHBOのドラマシリーズ『セックス・アンド・ザ・シティ』がスタートした。このシリーズは2004年まで放送され、サラ・ジェシカ・パーカーが主人公のキャリー・ブラッドショーを演じた。ドラマの続編として、2008年と2010年に映画が制作された。

## 続編
ブシュネルは、ドラマの主人公キャリー・ブラッドショーの高校時代を描いたヤングアダルト向けの2冊のシリーズを執筆した。1冊目のThe Carrie Diaries（日本語題『キャリーの日記』）は2010年4月に、2冊目のSummer and the City (Carrie Diaries Series #2)は2011年4月に出版された。このシリーズは、The CWが『マンハッタンに恋をして 〜キャリーの日記〜』としてテレビドラマ化した。
最初のコラムの執筆から25年後の2019年、続編となるIs There Still Sex in the City?（日本語題『25年後のセックス・アンド・ザ・シティ』）が刊行された。